# Disulfiram
Disulfiram (thiuramdisulfide) is een ontwenningsmiddel dat wordt gebruikt bij de behandeling van alcoholisme. Het zorgt ervoor dat de patiënt na alcoholinname geconfronteerd wordt met onaangename effecten zoals braken, hoofdpijn, versnelde hartslag, hevige transpiratie en rood aanlopen. Men heeft het gevoel doodziek te zijn. De werking van het middel is gebaseerd op de angst voor de zeer onaangename effecten na de inname van alcohol. Voor patiënten met hartklachten zijn andere middelen beschikbaar omdat de hartslag zeer hoog kan oplopen bij het gebruik van disulfiram. Het voorschrijven van het middel is alleen zinvol als de verslaafde gemotiveerd is te stoppen met drinken en daarbij een extra steun in de rug wenst.
Disulfiram is sinds 1948 internationaal op de markt. Het is op recept verkrijgbaar in tabletvorm onder de merknamen Antabus en Refusal.

## Synthese
Disulfiram kan bereid worden door oxidatie van natriumdi-ethyldithiocarbamaat met di-jood:
{\displaystyle {\ce {2 NaS2CN(C2H5)2 + I2 -> (C2H5)2NC(S)S-SC(S)N(C2H5)2 + 2 NaI}}}